# Urmitzer Eisenbahnbrücke
Die Urmitzer Eisenbahnbrücke oder Rheinbrücke Engers-Urmitz – im Ersten Weltkrieg als Kronprinz-Wilhelm-Brücke errichtet und am Ende des Zweiten Weltkriegs gesprengt – überspannt in der heutigen Form als zweigleisige Fachwerkbrücke seit 1954 den Rhein zwischen Urmitz und Neuwied im Zuge der Bahnstrecke Neuwied–Koblenz.

## Geschichte

### Bau der Brücke
Eine Vorgängerbrücke der Urmitzer Eisenbahnbrücke wurde aus militärstrategischen Gründen zwischen 1916 und 1918 unter dem Namen Kronprinz-Wilhelm-Brücke oder kurz Kronprinzenbrücke errichtet. Benannt wurde sie nach dem deutschen Kronprinzen Wilhelm von Preußen. Ursprünglich überspannte diese Brücke den Rhein als Fachwerkbogenbrücke. Sie war Teil einer Brückenfamilie aus drei ähnlichen, strategisch motivierten Eisenbahnbrücken über den Rhein. Die anderen beiden Brücken waren die Ludendorff-Brücke bei Remagen und die Hindenburgbrücke bei Rüdesheim.
Baubeginn der Urmitzer Brücke war im Frühjahr 1916; am 15. August 1918 wurde sie für den Verkehr freigegeben. Zwei Brückentürme auf jeder Seite des Rheins, die im Untergeschoss miteinander verbunden waren, waren als Geschütztürme geplant. Im Ersten Weltkrieg hatte die Brücke jedoch keine militärische Bedeutung mehr. Umso interessanter war sie mit einem zweigleisigen Ausbau für den Eisenbahnverkehr und dank eines Gehwegs für Fußgänger. Am 15. September 1935 wurde der Bahnhaltepunkt Urmitz-Rheinbrücke dem Verkehr übergeben.

### Zerstörung im Zweiten Weltkrieg
Im Zweiten Weltkrieg am 1. Februar 1945 griffen 26 Flugzeuge der amerikanischen Luftwaffe mit über 40 Bomben die Kronprinz-Wilhelm-Brücke erstmals an. Sie trafen einen Untergurt, zwei Verstrebungen und den Gehsteig. Zwei deutsche Soldaten und ein 16-jähriger Flakhelfer wurden getötet. Danach wurden der Eisenbahnverkehr über die Brücke eingestellt und die Flugzeugabwehr verstärkt. Zu den vorhandenen Fesselballons, in deren Stahlseilen sich feindliche Flugzeuge verfangen sollten, kamen Nebelfässer, um die Brücke bei Gefahr einzunebeln. Der größte Angriff geschah am 14. Februar 1945, als 76 Flugzeuge 168 Bomben abwarfen. Nur zwei Bomben trafen die Brücke, zwei die Auffahrt und eine den linken Brückenturm mit Flakstellung. An der Flak kamen sieben Menschen zu Tode, drei weitere Soldaten starben in der unmittelbaren Umgebung.
Am 9. März 1945 wurde die Brücke von deutschen Pionieren gesprengt, obwohl sich Hunderte von flüchtenden deutschen Soldaten auf ihr befanden. Mit der Zerstörung sollte die Querung zum rechten Rheinufer für anrückende amerikanische Truppen verhindert werden. Am Morgen des 9. März war die Brücke gesperrt worden und um 6 Uhr war niemand mehr auf ihr. Ein Offizier der Wehrmacht wollte jedoch danach noch mit seinen Leuten den Rhein überqueren und befahl, die Sperre aufzuheben. Weitere Soldaten drängten nach und um 07:30 Uhr wurde gesprengt. Das folgende Geschehen schilderte der damals 28-jährige amerikanische Offizier und spätere Brigade-General Albin F. Irzyk (1917–2018) wie folgt: „Während ich vom Geschützturm meines Panzers aus auf die Brücke starrte, kam plötzlich Leben in sie. Staub und Feuer schossen hoch empor, und ein erstaunlicher, hoher, bizarrer Bogen erhob sich über die Brücke. Dieser Bogen bestand aus hoch in der Luft schwebenden Männern, Pferden, Motorrädern und Wagen; eine riesige massenhafte Ansammlung von Menschen und Fahrzeugen. Bruchteile von Sekunden später kam der donnernde, erschütternde Explosionsknall.“ Die Wehrmachtssoldaten stürzten samt Fahrzeugen und Pferden in den eiskalten Rhein. Die Sprengladungen waren auf beiden Rheinseiten angebracht worden, gezündet wurde auf der Engerser Seite. Die Zahl der Opfer konnte nie geklärt werden. Der Sprengung vorausgegangen waren heftige Reaktionen innerhalb von Wehrmacht und Führerhauptquartier über die Eroberung der Brücke von Remagen am 7. März 1945.
Am 7. Mai 1945 stürzte ein amerikanischer Bomber, der im Rahmen der sogenannten „Trolley-Missions“ die Auswirkungen der vorangegangenen Luftangriffe dokumentierte, beim Tiefflug in die Reste der Brücke. Dabei kamen die 19 Insassen des Flugzeuges ums Leben.

### Nachkriegszeit
In den Jahren 1953/54 wurde die Brücke als Fachwerkbrücke wiederhergestellt und mit Beginn des Sommerfahrplans am 23. Mai 1954 der Betrieb eingleisig wieder aufgenommen. Nach einem Brand im Sommer 1956 war die Brücke erneut nicht mehr befahrbar. Die Reparatur dauerte bis ins folgende Jahr und der Bahnbetrieb wurde zum 1. April 1957 erneut aufgenommen. 1958 ordnete die Bundesbahndirektion Mainz an, dass die Brücke zu Inkrafttreten des Sommerfahrplans 1958 wieder den alten Namen „Kronprinzenbrücke“ erhielt. Zum 17. Dezember 1962 konnte auch der zweigleisige Betrieb wieder aufgenommen werden.
An der Ostseite der Eisenbahnbrücke ist ein Fußweg angebracht, auf dem sich im August 2000 ein Unfall ereignete, als eine Reiterin ihr Pferd am Zügel darüberführte. Eine Bodenplatte brach seitlich weg, das Pferd fiel in den Fluss und schwamm fast unverletzt ans Ufer.
Zum 67. Jahrestag der Zerstörung wurde 2012 ein Gedenkstein an die Opfer der überhasteten Sprengung der Brücke enthüllt.

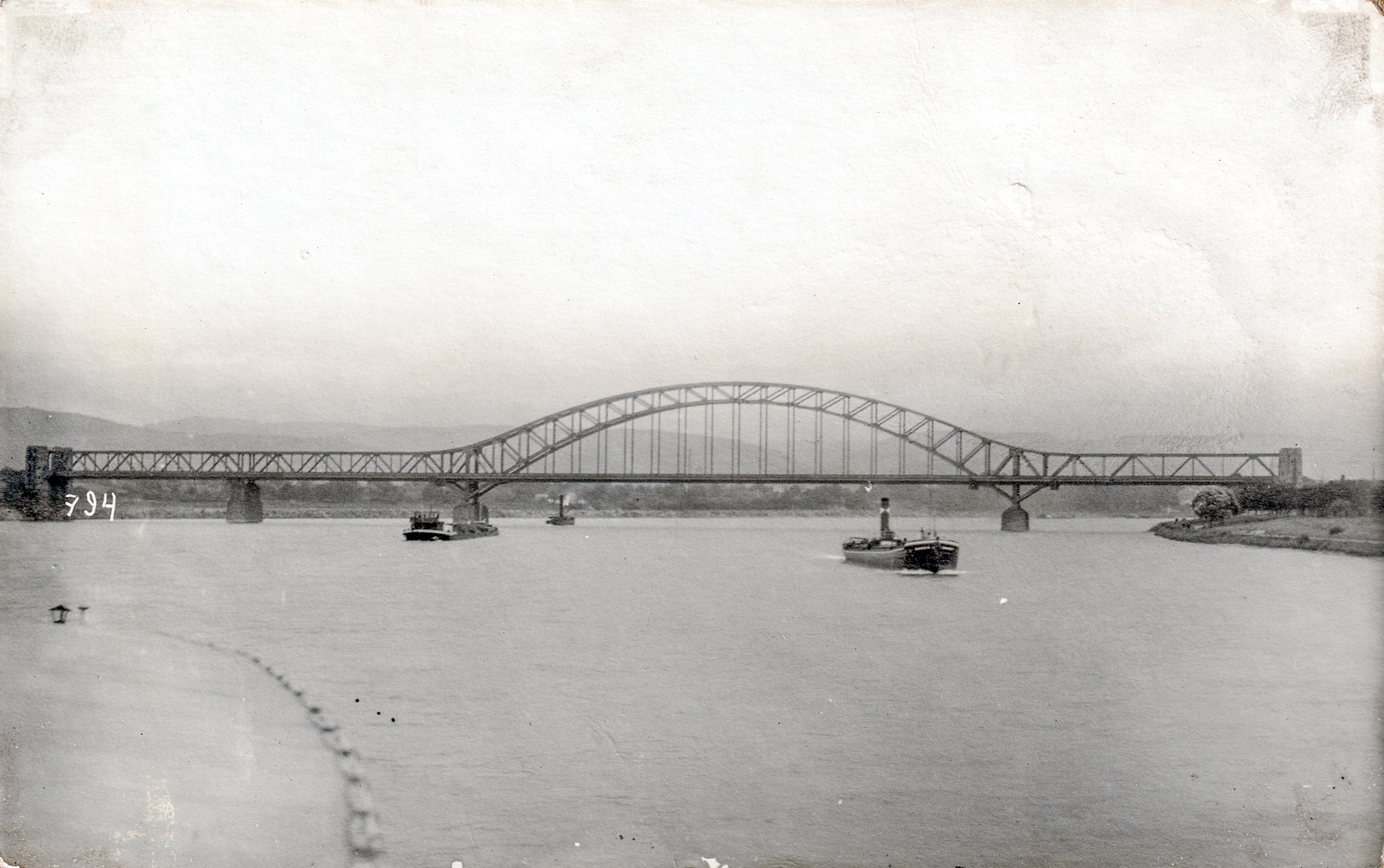
Kronzprinz-Wilhelm-Brücke, 1920
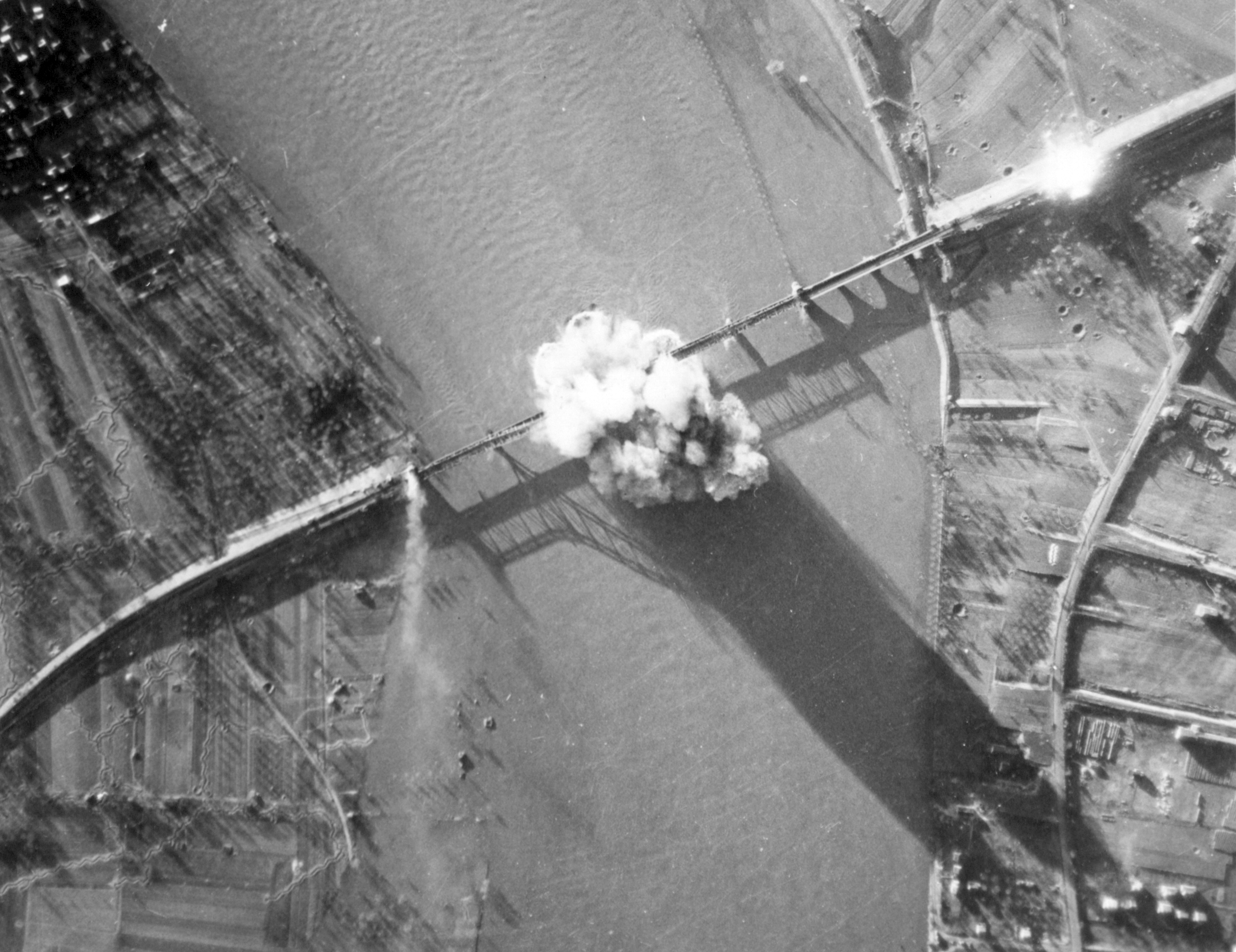
Amerikanischer Luftangriff auf die Kronprinz-Wilhelm-Brücke 1945
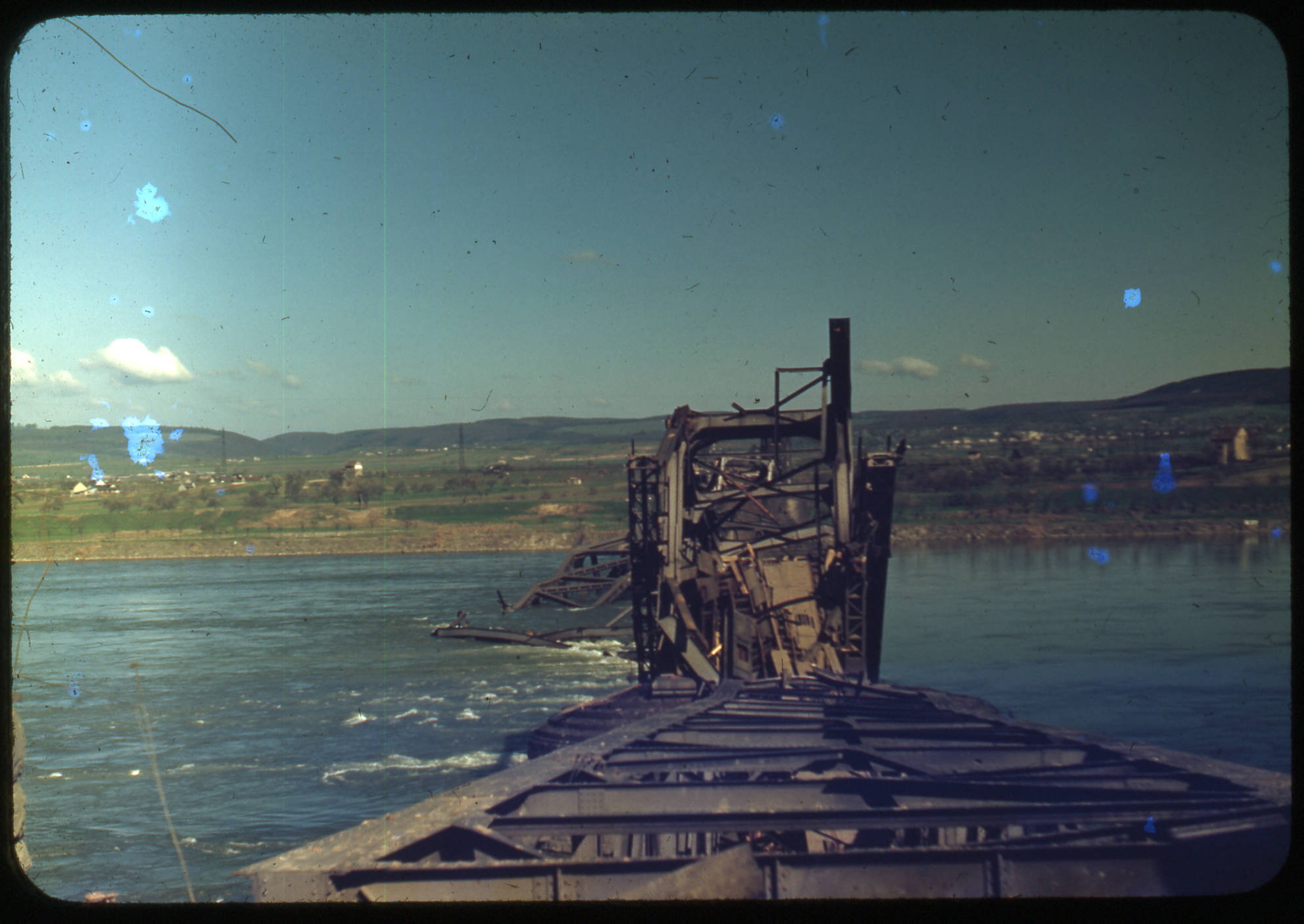
Zerstörte Brücke 1945
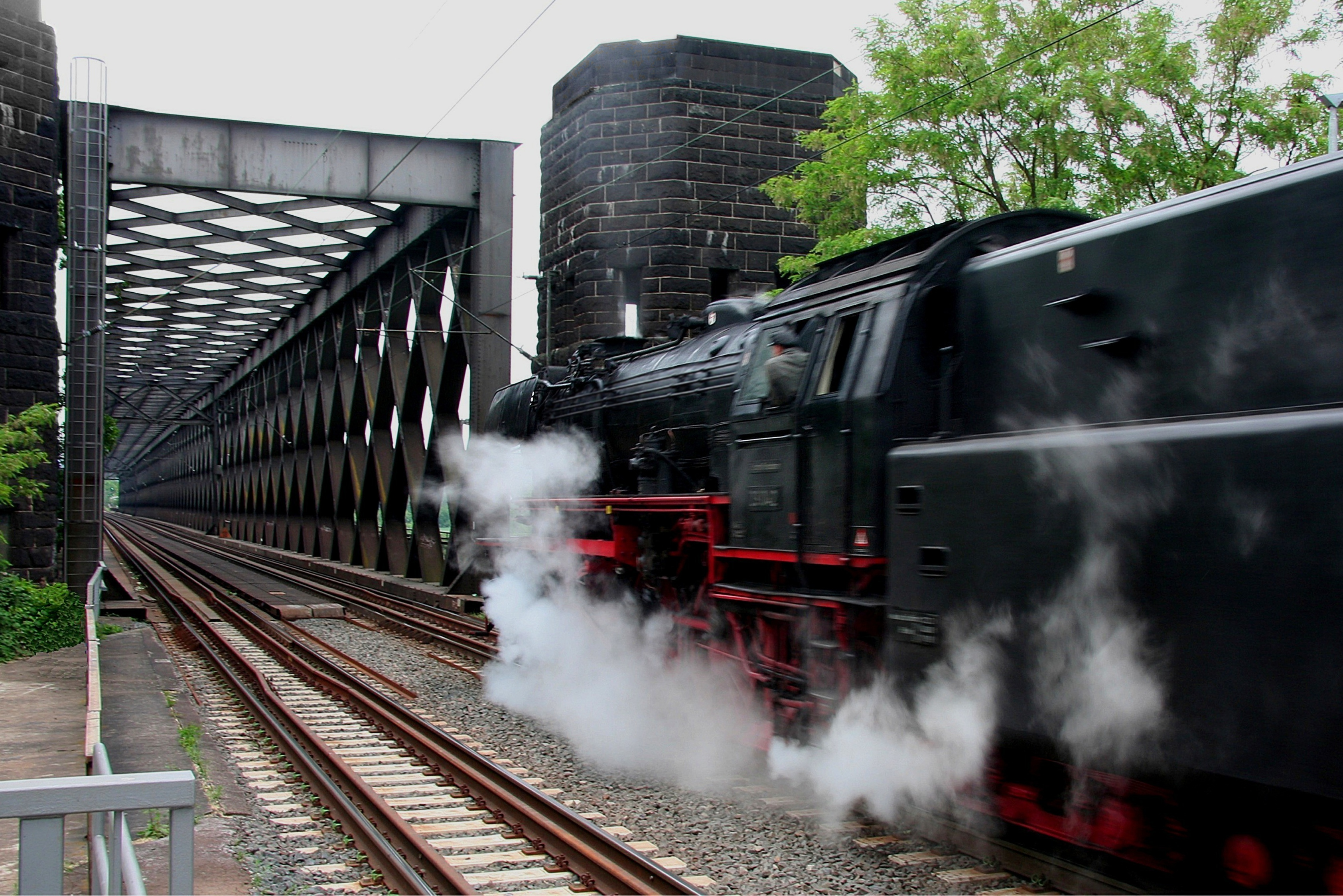
Historische Dampflok vor der Brücke 2007
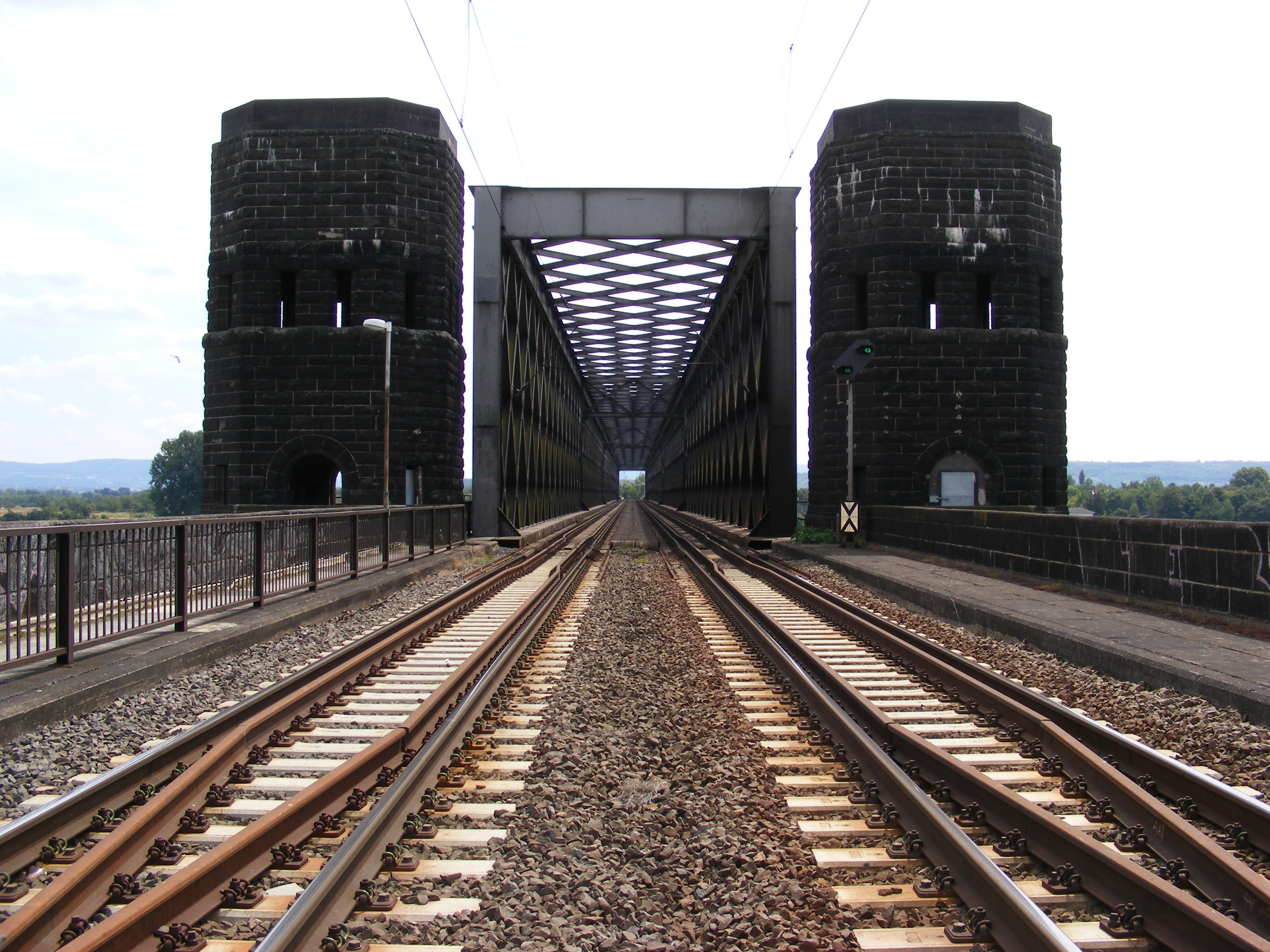
Einfahrt in die Urmitzer Eisenbahnbrücke 2009
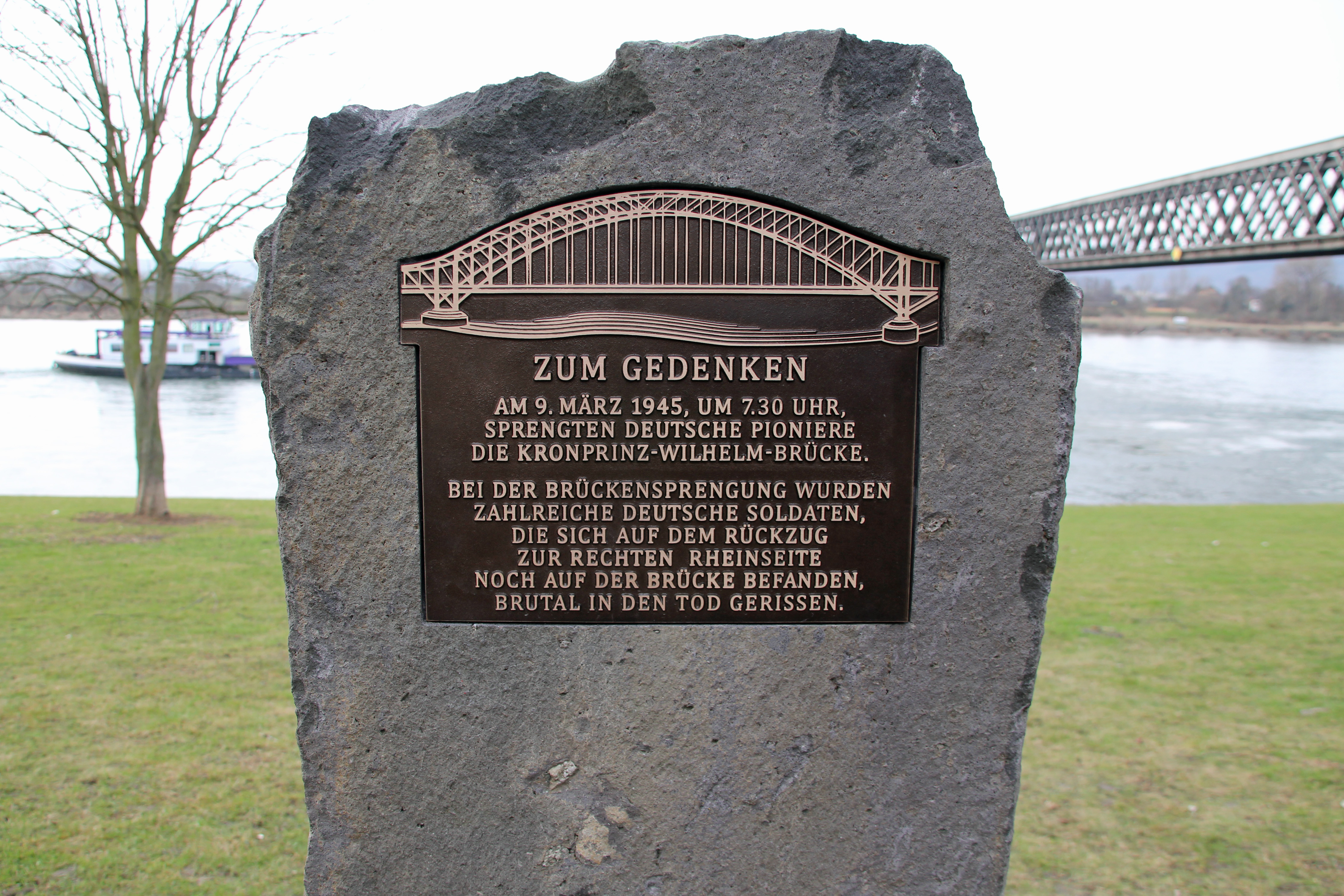
Gedenktafel für die Opfer der Sprengung der Kronprinz-Wilhelm-Brücke
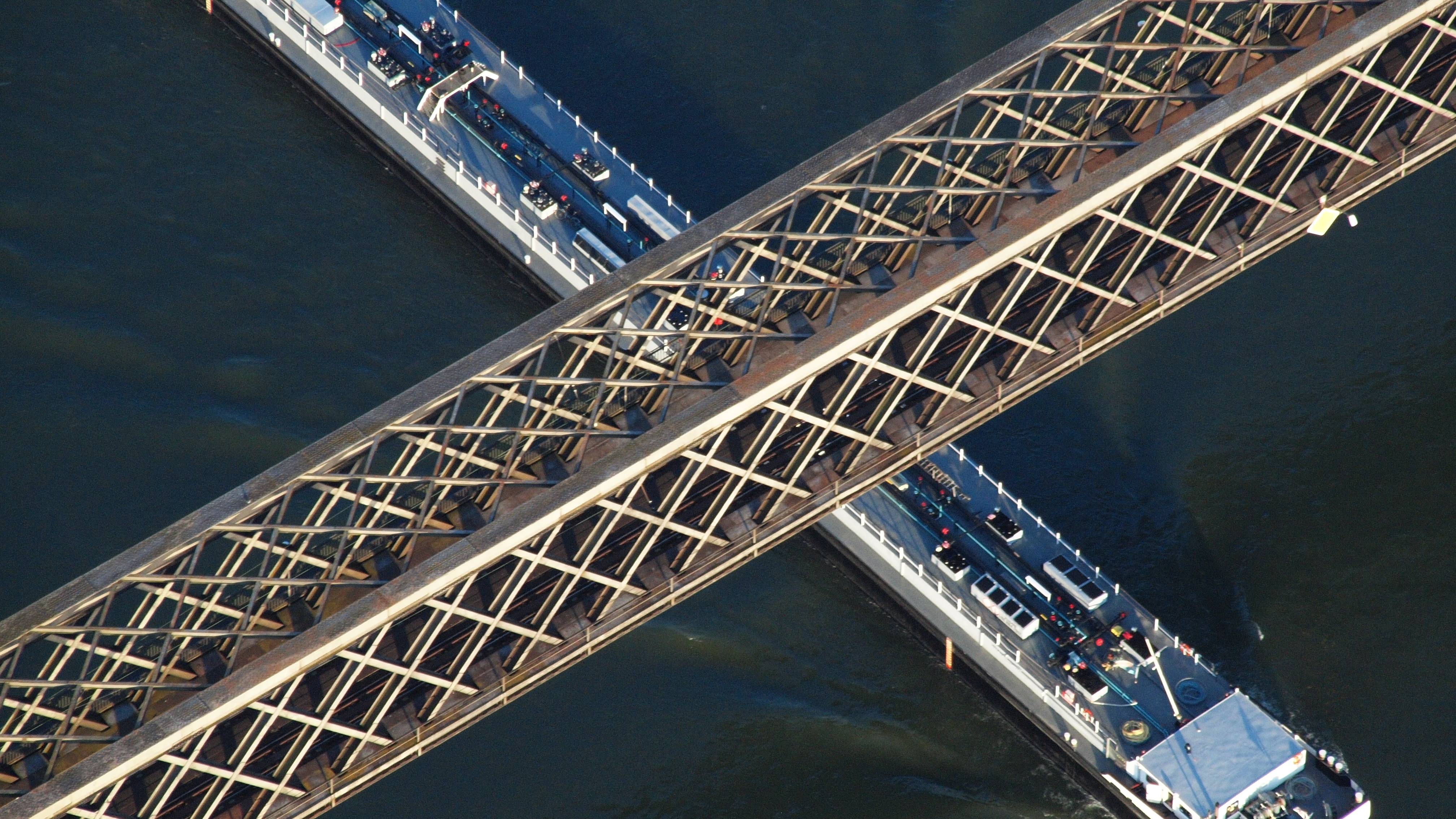
Detail der Urmitzer Eisenbahnbrücke

## Denkmalschutz
Die Urmitzer Eisenbahnbrücke ist ein geschütztes Kulturdenkmal nach dem Denkmalschutzgesetz (DSchG) und in der Denkmalliste des Landes Rheinland-Pfalz eingetragen. Sie liegt in der Gemarkung Urmitz.